# Sevlievski Peak
Der Sevlievski Peak (englisch; bulgarisch Севлиевски връх Sewliewski wrach) ist ein 1740 m hoher Berg auf Smith Island im Archipel der Südlichen Shetlandinseln. In der Imeon Range ragt er 1,4 km südlich des Drinov Peak und 0,6 km nordöstlich des Slatina Peak auf. Der Owetsch-Gletscher liegt östlich, der Tschuprene-Gletscher südwestlich von ihm.
Bulgarische Wissenschaftler kartierten ihn 2009. Die bulgarische Kommission für Antarktische Geographische Namen benannte ihn im selben Jahr nach Miroslaw Sweliewski (* 1965), Teilnehmer an der von 2003 bis 2004 durchgeführten bulgarischen Antarktisexpedition.